# 法蘭西斯科·安東尼奧·平托
弗朗西斯科·安东尼奥·平托-迪亚斯·德拉普恩特（西班牙語：Francisco Antonio Pinto y Díaz de la Puente，西班牙語發音：[fɾanˈsisko anˈtonjo ˈpinto]；1785年7月23日—1858年7月18日）是一位智利總統，1827年至1829年在任。他的兒子安尼巴爾·平托亦為智利總統，他的女兒恩里克塔·平托則是曼努埃爾·布爾內斯的妻子。